# كياثون متسلق
كياثون متسلق (الاسم العلمي:Cyathea scandens) هو نوع من النباتات يتبع جنس الكياثون من الفصيلة الكياثونية.